# Dansa d'Arenys

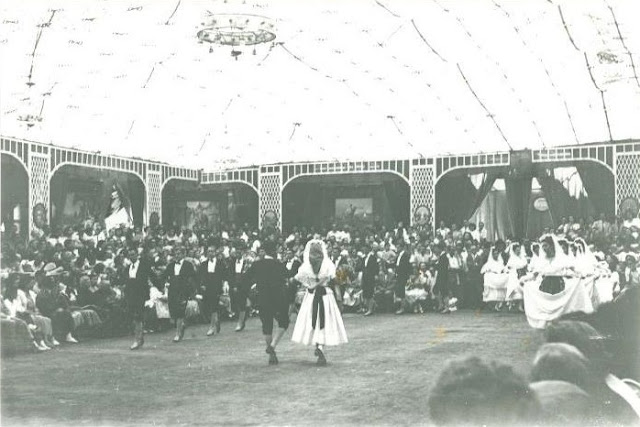
Primera dansa d'arenys (1949), de l'Arxiu Lluís Montmany.

La dansa d'Arenys, o dansa d'Arenys de Mar, és un ball tradicional que es balla des de 1949 anualment al poble d'Arenys de Mar durant la diada de Sant Roc el dia 16 d'agost, festa menor de la vila (la festa major és Sant Zenon, el dia 9 de juliol).
La dansa dura aproximadament 20 minuts de realitzada amb la música d'una cobla en directe que interpreta la cançó de la dansa d'Arenys. s'interpreta que la dansa representa un casament on assisteixen 12 parelles de noi i noia de les quals una d'aquestes parelles actuen com a nuvis; així i tot cada any hi ha variacions del nombre de dansaires.

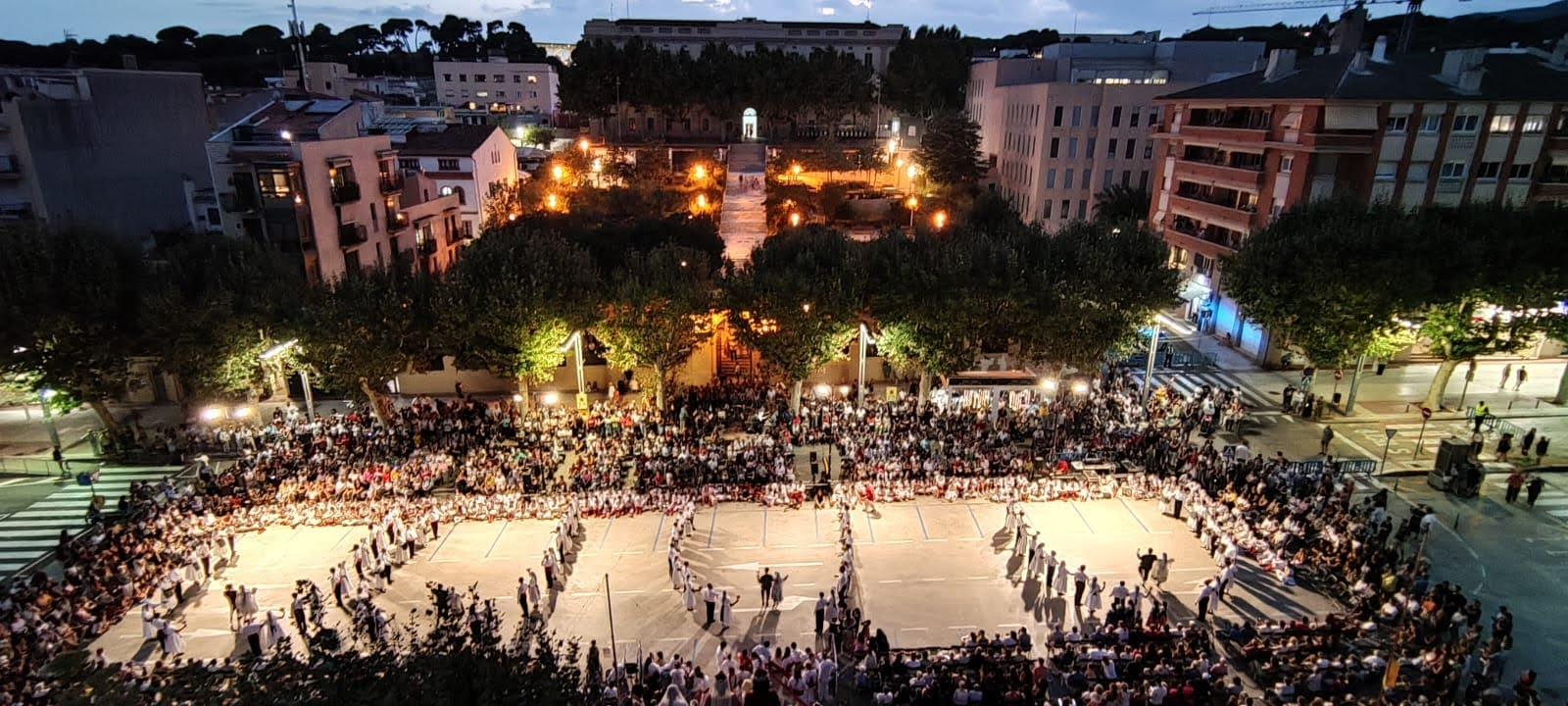
Vista aèria de la dansa d'Arenys de l'any 2024, on van participar aproximadament 100 dansaires formant 4 rotllanes en commemoració pels 75 anys de la dansa d'Arenys.

L'indumentaria i vestimenta de la dansa d'arenys és específica d'aquest acte, sent molt semblant a la que duen els gegants mitjans de la vila d'Arenys, en Roc i la Maria.
La indumentaria femenina consta d'un vestit blanc amb devantal negre acompanyat de m i de t.
La indumentaria masculina consta de camisa blanca amb pantalons negres acompanyats de faixa blava i un llacet al coll.